# Randolph Stewart (9e comte de Galloway)
Randolph Algernon Ronald Stewart, 9e comte de Galloway (1800–1873) est un homme politique irlandais.

## Biographie

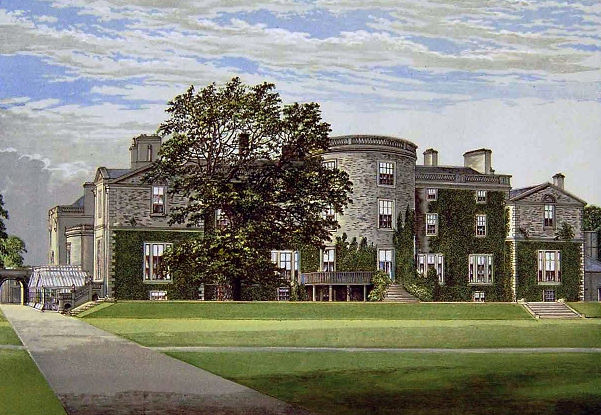
Galloway House, vers 1800.

Il est né le 16 septembre 1800, fils aîné de George Stewart (8e comte de Galloway) et de son épouse Jane Paget. Il fait ses études à Harrow et Christ Church, Oxford et succède à son père en 1834 au comté et au siège familial de Galloway House à Dumfries et Galloway.
Il a été député de Cockermouth de 1826 à 1831. Il est Lord Lieutenant de Kirkcudbright de 1828 à 1845 ; et de Wigton de 1828 à 1851. Il est appelé vicomte Garlies de 1806 à 1834.
Le 9 août 1833, il épouse Harriet Blanche Somerset, fille de Henry Somerset (6e duc de Beaufort), et ont 6 fils et 7 filles. Son fils aîné, Alan Stewart (10e comte de Galloway), et son deuxième fils, Randolph, lui succèdent à tour de rôle.